# Slakkenwol
Slakkenwol is een vormloos silicaat dat vervaardigd wordt van metaalslakken. Het bestaat uit onoplosbare synthetische amorfe vezels. Slakkenwol wordt vooral gebruikt in thermisch en akoestisch isolatiemateriaal: in brandbeveiliging, in akoestische tegels en panelen voor plafonds en in klimaatregeling en ventilatiesystemen. De stof is structureel en toxicologisch verwant met steen- en glaswol. De MAC-waarde voor slakkenwol is vastgesteld op 1 vezel per vierkante centimeter. Slakkenwol wordt geclassificeerd onder de IARC-klasse 3, wat betekent dat de stof niet onder te brengen is voor wat betreft de carcinogeniciteit voor de mens.